# Seorsus intratropicus
Seorsus intratropicus là một loài thực vật có hoa trong Họ Đào kim nương. Loài này được (F.Muell.) Rye & Trudgen mô tả khoa học đầu tiên năm 2008.